# Apicia mesada
Apicia mesada är en fjärilsart som beskrevs av Druce 1892. Apicia mesada ingår i släktet Apicia och familjen mätare. Inga underarter finns listade i Catalogue of Life.